# Chùa Tảo Sách
Chùa Tảo Sách còn được gọi là Tào Sách hay Linh Sơn tự tọa lạc tại số 386, đường Lạc Long Quân, phường Nhật Tân, quận Tây Hồ, Hà Nội. Chùa thuộc phái Tào Động, khởi nguồn từ Thiền sư Thủy Nguyệt, Trưởng môn phái Tào Động truyền thụ đệ tử trụ trì các chùa quanh Hồ Tây.
Năm 1993, chùa được Nhà nước công nhận là di tích lịch sử văn hoá cấp quốc gia.

## Lịch sử
Ngoài việc thờ Phật, chùa Tảo Sách còn là cơ sở sinh hoạt của hội Hoa Nghiêm.
Chùa có 42 câu đối (39 câu đối chữ Hán, 3 câu đối chữ Nôm), 23 bức đại tự, 2 quả chuông trong đó 1 quả đúc năm Minh Mạng năm thứ ba (1822), 24 văn bia, trong đó có đến 12 bia được lập vào thời Bảo Đại (1941).

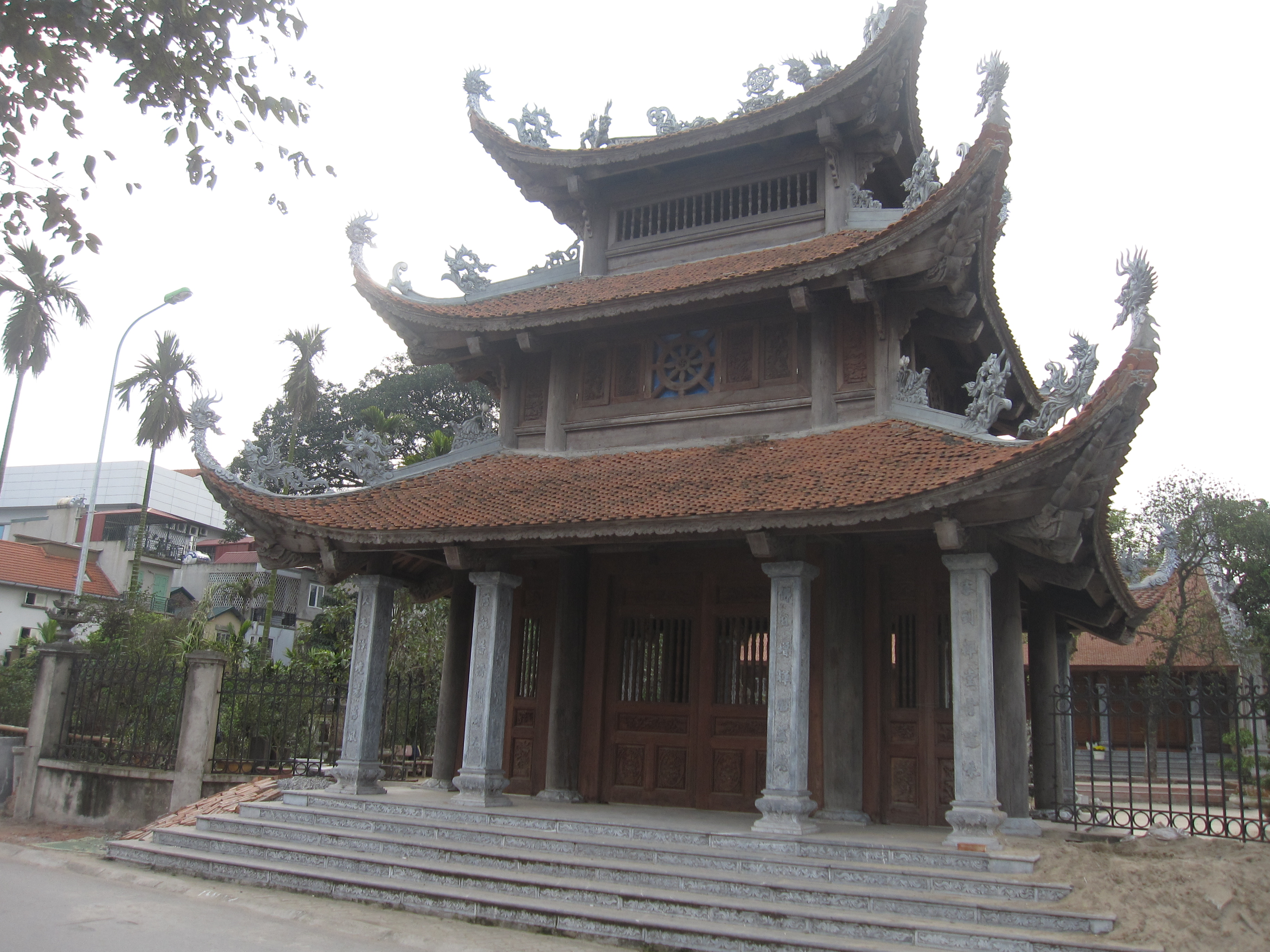
Tam quan
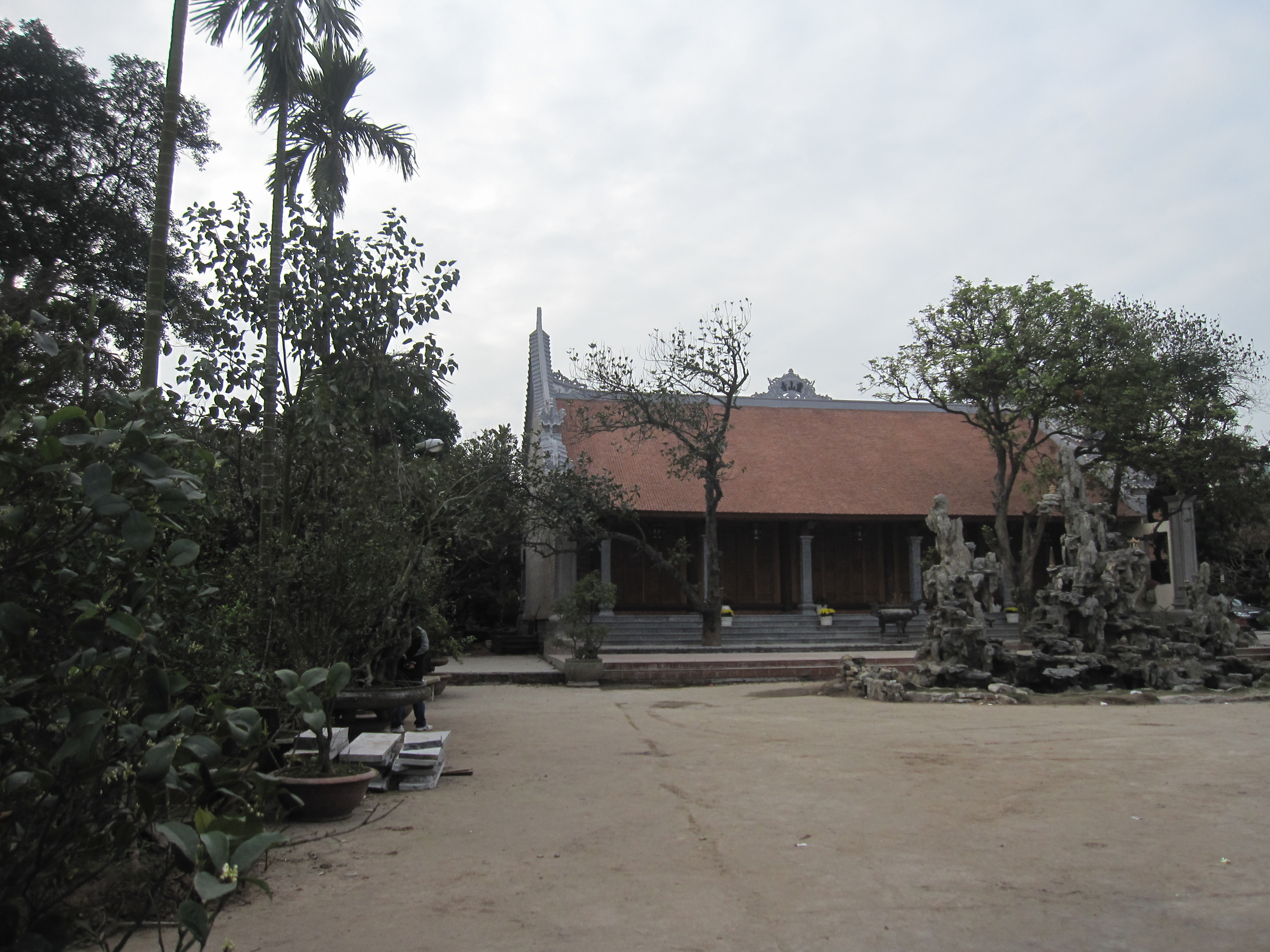
Tiền đường
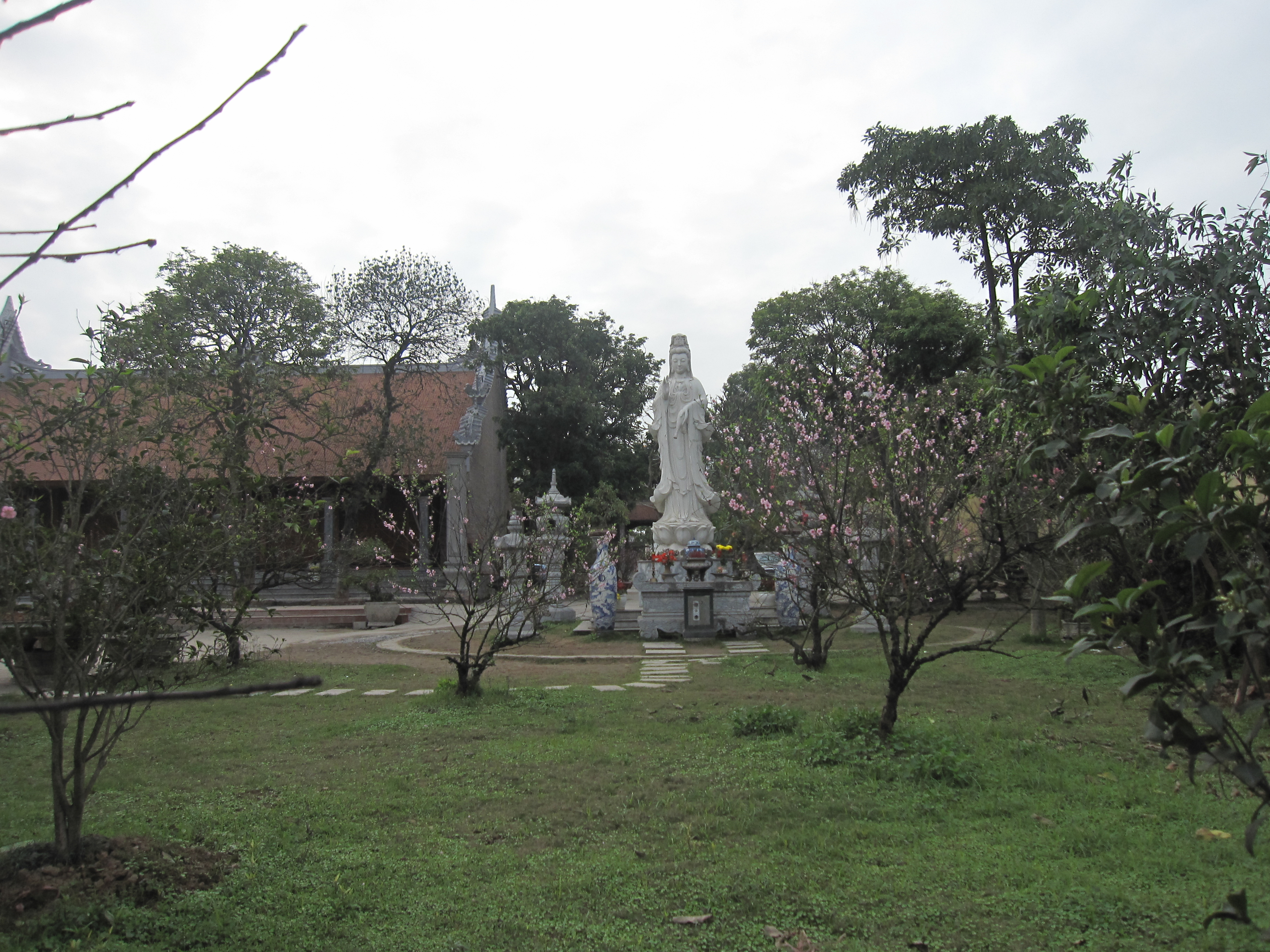
Một góc chùa Tảo Sách
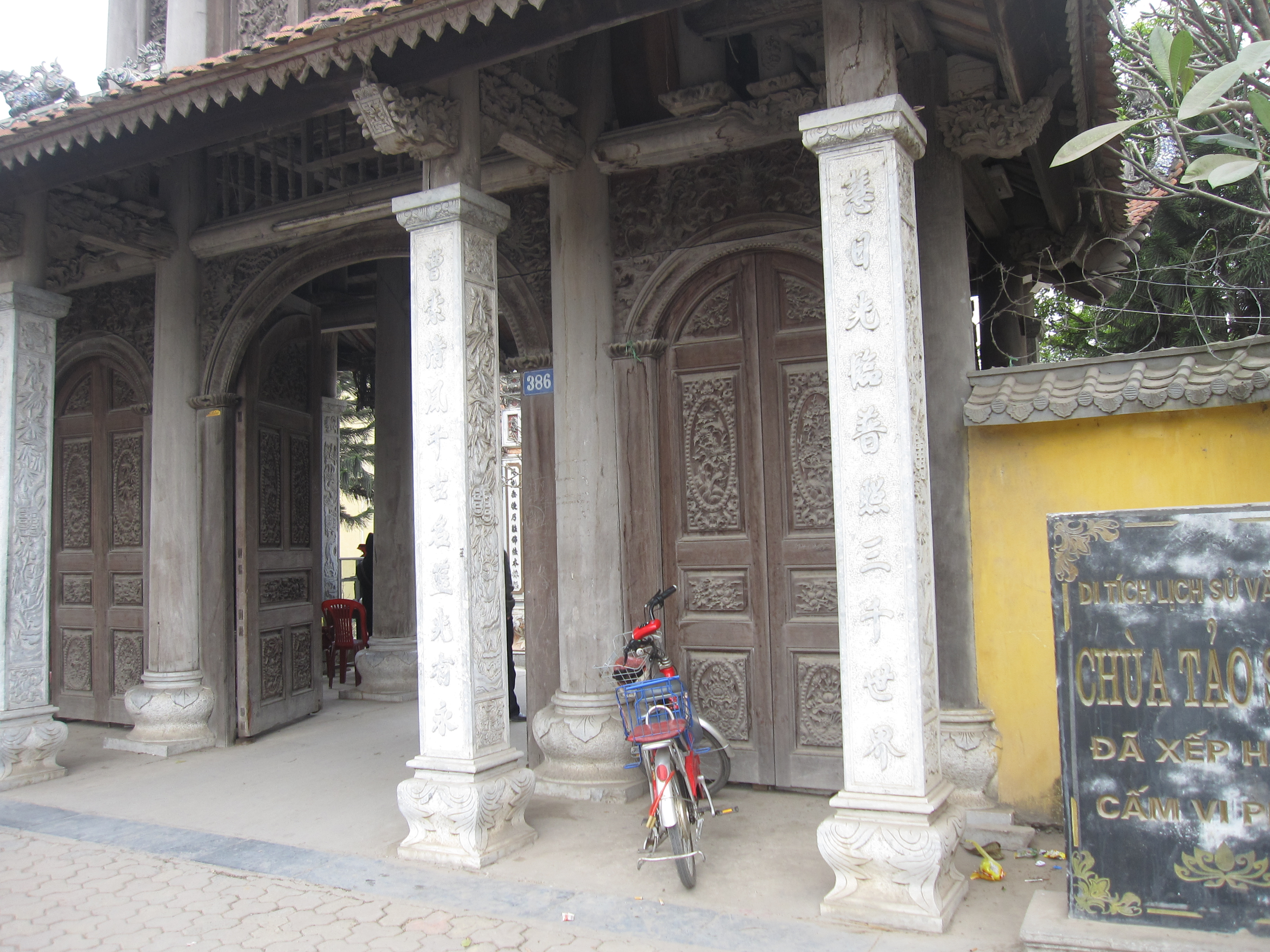
Cổng sau của chùa

## Trụ Trì
- Hòa Thượng Thích Nguyên Hạnh, sinh năm 1958. phái Lâm Tế, sơn môn Tế Xuyên.